# Rin-ne
Rin-ne (яп. 境界のRINNE, Kyōkai no Rinne) — японська серія манґи, написана та проілюстрована Руміко Такахаcі. Публікувалася в журналі Weekly Shonen Sunday видавництва Shogakukan з квітня 2009 року по грудень 2017 року, глави були зібрані у сорок томів танкобонів. Серіал розповідає про Сакуру Мамію, дівчину, яка отримала здатність бачити привидів після нещасного випадку в дитинстві, та її однокласника Рінне Рокудо, хлопця зі змішаним людським і сініґамі походженням, який допомагає духам, що затримуються, врешті-решт перевтілитися.
Адаптація манґи у виді аніме-серіалу виробництва студії Brain's Base транслювалася в Японії з 2015 по 2017 рік. Тираж манґи склав 3 мільйони копій.

## Сюжет
Сакура Мамія — старшокласниця, яка, після того як у дитинстві її на тиждень викрали духи, почала бачити їх у реальному житті. Хоча вона не пам'ятає подробиць того, що сталося. У старших класах Сакура хоче позбутися свого екстрасенсорного сприйняття, яке її дратує, адже ніхто, окрім неї, не бачить духів. Вона зустрічає сініґамі на ім'я Рінне Рокудо, свого однокласника, який був відсутній протягом першого місяця навчання. Як сініґамі, він допомагає духам, чиї жалі прив'язують їх до Землі, потрапити до колеса реінкарнації — великого колеса з червоними спицями, що обертається в небі, щоб вони могли переродитися. Ці двоє потрапляють у небезпечні та сповнені комедій пригоди.

## Персонажі
Рінне Рокудо (яп. 六道 りんね, Rokudō Rinne)
Головний герой історії, рудоволосий старшокласник зі змішаною спадщиною людини та сініґамі. Він жив з бабусею та дідусем, доки не помер його дідусь-людина. Рінне переїхав до світу людей, незважаючи на протести бабусі Тамако. Через злочинну діяльність батька Сабато у Рінне вкрали його гроші, і через бідність він живе у занедбаному приміщенні клубу школи, яку відвідує. Він виконує обов'язки сініґамі, але через те, що в ньому тече людська кров, йому часто потрібні додаткові інструменти для допомоги, які часто є досить дорогими. Єдиним дорогим предметом сініґамі, яким він володіє, є славнозвісна Хаорі підземного світу (яп. 黄泉の羽織, Yomi no Haori) — мантія, яка дозволяє Рінне бути невидимим для звичайних живих істот і перетворює привида на тверду істоту, коли він її вдягає. Ім'я Рінне походить від «Рінне» — циклу воскресіння, присутнього в буддизмі, та «Рокудо» — шести шляхів, що його складають.
Після знайомства з Сакурою вона стає його першим другом-людиною, і з розвитком сюжету у нього з'являються сильні почуття до неї. Він часто захищає її і ставить її інтереси вище за свої власні. Рінне не любить Цубасу через його жорстокі способи вигнання привидів і конкуренцію за прихильність Сакури, його також часто дратує Агеха, яка постійно намагається завоювати його прихильність, використовуючи різні методи обману і маніпуляцій. Він особливо ненавидить свого батька, чия жадібність і нечесність суперечить усьому, у що вірить Рінне. Він дуже схожий на Сабато, за винятком невеликої різниці у кольорі волосся.
Сакура Мамія (яп. 真宮 桜, Mamiya Sakura)
Оповідачка та головна героїня історії, учениця першого класу старшої школи, яка має характерні дві коси. На відміну від звичайних людей, вона має екстрасенсорне сприйняття, яке виникло після того, як вона була забрана у світ духів ще маленькою дівчинкою, хоча й повернулася назад за допомогою сініґамі на ім'я Тамако. Дуже спокійна, тиха і не виражає своїх емоцій. По ходу сюжету з'являється натяк на те, що Сакурі подобається Рінне, але вона не показує цього. Хоча зазвичай вона спокійна і зібрана, Сакура має ревниву сторону, яка рідко дає про себе знати. Вона абсолютно не знає про почуття Цубаси та Рінне до неї і просто зосереджена на тому, щоб допомагати, коли може, або робити те, що правильно. Її мати — домогосподарка, а батько працює в банку.
Рокумон (яп. 六文, Rokumon)
Чорний кіт за контрактом. Ці коти укладають контракти з сініґамі, допомагаючи їм у їхній роботі, усуваючи злих духів, але також приносячи прокляття, погрози та погані передвістя. Він має вигляд маленького чорного кота з людським обличчям. Кіт може змінювати своє обличчя на демонічну гігантську котячу морду, щоб відлякувати людей. Також може перетворюватися на миле кошеня, і часто робить це, щоб отримати їжу. У живий світ він приходить у вигляді демонічного кота, який лякає однокласників Рінне і Сакури. Він стверджує, що був посланий Тамако, щоб укласти контракт з Рінне, на що хлопець відмовляється, не маючи ресурсів для утримання помічника. Тоді він з'являється до Сакури і відкриває їй справжню причину обов'язків Рінне як сініґамі, а Рінне знаходить лист, з якого дізнається правду про нього: Тамако звільнила Рокумона, і він прийшов за підтримкою до Рінне. Зрештою, вони укладають контракт, за яким Рокумон покриває свої витрати на проживання. Йому не подобається Цубаса.

## Медіа

### Манґа
Написаний та проілюстрований Руміко Такахасі, Rin-ne публікувався в журналі Weekly Shonen Sunday видавництва Shogakukan з 22 квітня 2009 року по 13 грудня 2017 року. Видавництво випустило 40 томів в Японії з 16 жовтня 2009 року по 18 січня 2018 року.

### Аніме
Прем'єра 25-серійної аніме-адаптації, створеної студією Brain's Base відбулася в Японії 4 квітня 2015 року. Сценарій написав Мічіко Йокоте, а музику — Акіміцу Хонма. До аніме в 2009 році був створений анімаційний рекламний ролик, що рекламує мангу та журнал Weekly Shōnen Sunday. Прем'єра другого сезону відбулася 9 квітня 2016 року. Третій сезон транслювався з квітня по вересень 2017 року.

## Сприйняття
До серпня 2014 року Rin-ne мав 3 мільйони примірників. Протягом тижня з 12 по 18 жовтня 2009 року перші два томи зайняли 15 і 16 позиції найбільш продаваної манґи в Японії; того тижня було продано близько 100 000 примірників. Наступного тижня, 19–25 жовтня 2009 року, перший том посів 18 місце з понад 44 000 проданими примірниками, а другий том посів 20 місце з понад 41 000 проданими примірниками в Японії. Третій том манґи зайняв 11-е місце серед найбільш продаваних манг в Японії за тиждень з 15 по 21 березня 2010 року, а англійська версія посіла 8-е місце в списку бестселерів манґи The New York Times у травні 2010 року. У червні 2010 року четвертий том манґи посів двічі на 19-му та 20-му місцях, в Японії було продано понад 76 000 копій. У вересні 2010 року п’ятий том манґи також посів двічі на 21-му та 23-му місцях, в Японії було продано понад 71 000 копій. Шостий том манґи посів 29 місце серед найбільш продаваних манг в Японії за тиждень з 13 по 19 грудня 2010 року. Опитування NHK у 2019 році серед 210 061 людей, які бачили Rin-ne, назвало його шостою найкращою анімаційною роботою Такахаcі.